# Избной (ручей, впадает в Белое море)
Избной, Лависгорский — ручей в России, протекает по территории Сумпосадского сельского поселения Беломорского района Республики Карелии. Длина ручья — 10 км.
Ручей берёт начало из Лависгорских озёр и далее течёт преимущественно в северо-западном направлении по заболоченной местности.
Избной в общей сложности имеет четыре малых притока суммарной длиной 10 км.
Устье реки находится на Поморском берегу Онежской губы Белого моря.
Населённые пункты на ручье отсутствуют.
Код объекта в государственном водном реестре — 02020001412202000007201.